# NGC 601
NGC 601 (również PGC 73980) – zwarta galaktyka (typ C) znajdująca się w gwiazdozbiorze Wieloryba. Odkrył ją Frank Muller w 1886 roku.